# Ziua Sfântului Martin

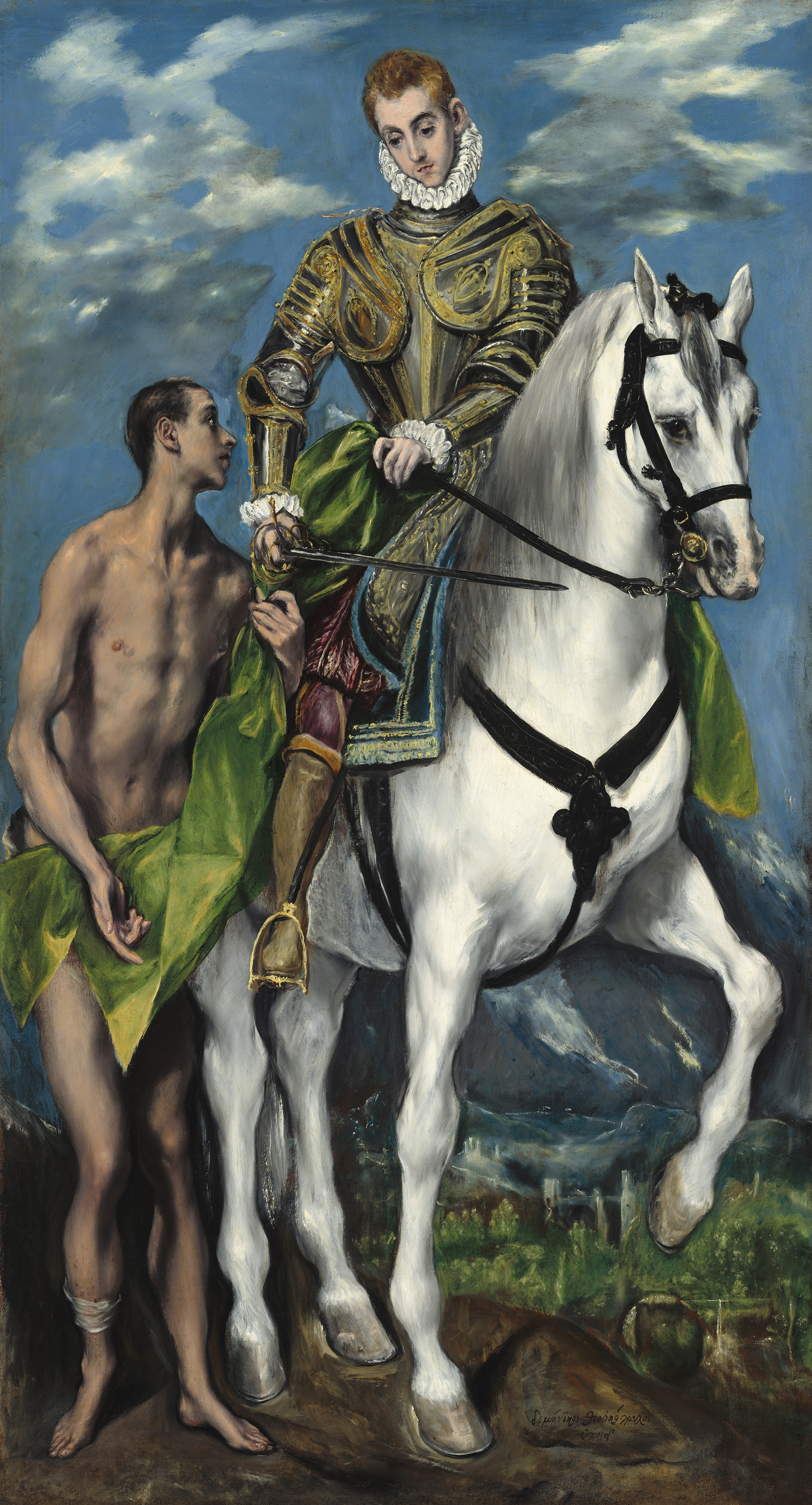
El Greco: Sfântul Martin călare și cerșetorul

Ziua Sfântului Martin este sărbătorirea episcopului Martin de Tours, fixată în calendarul romano-catolic în ziua 11 noiembrie. În Europa Centrală acest obicei are forme diferite, dar în principal constă într-o procesiune cu cântece despre Sf. Martin și o masă festivă, înainte de postul Crăciunului. Fiind patronul onomastic al lui Martin Luther, ziua sfântului Martin a fost păstrată și în calendarul luteran, deși cofesiunea evanghelică a desființat în principiu cultul sfinților. 

## Istoric
Obiceiul unei mese copioase pe 11 noiembrie provine din lumea antică, din Imperiul Bizantin, unde creștinii marcau ziua de dinaintea postului de 40 de zile al Crăciunului.
Această sărbătoare a fost preluată și pe Valea Rinului. Impozitul era plătit în trecut prin produse naturale, iar gâsca era îndopată înainte de Crăciun, de aici provine „gâsca” ca simbol al sărbătorii Sf. Martin.

## Procesiunea copiilor
În seara zilei de Sf. Martin are loc în Europa Apuseană o procesiune a copiilor, în care aceștia parcurg un anumit traseu având lămpașe în mâini și cântând cântecul lui Martin. Legenda la care face referire procesiunea copiilor povestește că Sf. Martin într-o iarnă geroasă mergând călare întâlnește un cerșetor care suferea de frig. Sfântul rupe în două mantia lui și jumătate de mantie o dăruiește cerșetorului.

## Alte evenimente
Insula descoperită de Cristofor Columb pe 11 noiembrie 1493, de ziua sfântului Martin, poartă denumirea Insula Sfântul Martin.